# 妇女杂志
《妇女杂志》1915年1月1日在上海创刊，月刊，16开本，17年共出17卷，每卷12期，出版者和发行者均为商务印书馆，凭借其发行触角，《妇女杂志》发行至全国各地以及海外。1932年1月28日，日军炸弹将商务印刷馆炸毁，《妇女杂志》因此被迫停刊。在十七年的办刊史上，经历了王蕴章、朱胡彬夏（女）、章锡琛、杜就田、叶圣陶、杨润、杨润馀（女）等六任主编，记录了中国女性从传统走向现代的过程，记录了女性的自身价值的转变，女性在社会中地位的上升。读者是较为固定的有中产阶级背景的女学生及知识女性为主的女性群体。

## 第一阶段（1915-1920）

### 背景
《妇女杂志》的创刊新文化运动前夕创刊，妇女解放思想经过清末民初时期的宣传逐渐深入人心，在女学的发展下，出现了受过一定教育的女性，为女性杂志提供了受众，为这部分读者提供服务是商务印书馆出版《妇女杂志》的初衷，同时，也是为了与 《中华妇女界》争夺市场。

### 主编
王蕴章（1884-1942）：王莼弄，字蕴章，是南社社员，擅长创作骈文、辞曲，懂英文，无锡人。属于当时封建思想的旧文人。曾在《小说月报》连载《燃脂余韵》。主编了《妇女杂志》的第1卷和3-6卷。
朱胡彬夏（1888——1931）：分别在日本、美国留学两年和七年，曾就职于《江苏》，上任《妇女杂志》主编之初发表《二十世纪之新女子》,在任内尽力发现女作者，并在标点的运用上作出改革，用“圆点法”取代“圈圈法”，为《妇女杂志》后来文言改白话打下基础。主编了《妇女杂志》第2卷。

### 栏目
《妇女杂志》主要栏目有：社说、论说、学艺、家政、名著、小说、译海、国文范作、文苑、美术、杂俎、传记、记述、女子商榷、调查、余兴、中外大事记等。

### 主要内容
女子教育在前五卷中作为主要内容，以女学为女权的必要条件，表达了将新一代女性培养成掌握科学文化，有独立生活能力的贤妻良母的意志；杂志还强调了女性作为母亲的身份，提倡学前教育，儿童教育，女子教育，鼓励普通女性读者为社会服务。这一时期出现了《警告缠胸女子》等号召妇女解放的文章。

### 影响
这个阶段的《妇女杂志》在涉足妇女问题领域有了一定的影响力，在1916年朱胡彬夏主编期间表现明显，所倡导新世纪女性所应有的品格和精神，强调女性在社会改造中能产生的作用，女星主编在刊物上发出女性的声音的影响也是不可估量的。

## 第二阶段（1921-1925）

### 人事变动
1919年4月，北京大学的学生领袖罗家伦点名攻击了商务印书馆的大部分期刊，随后商务印书馆便对各个杂志的主编进行撤换。《妇女杂志》立即转变思路，由“宣扬贤妻良母”过渡到鼓吹妇女解放。王蕴章提出辞职，钱智修推荐章锡琛出任《妇女杂志》的主编 。
章锡琛(1889~1969),字雪村,近代著名的出版家, “五四”新文化运动中表现活跃，绍兴会稽马山人。 主编《妇女杂志》第7卷-11卷8号。

### 栏目
不断削减女性生活，家庭生活，育儿等方面的栏目，增加“自由论坛”、“评谈”和“主张与批评“的部分，并特设“读者俱乐部”，刊登读者来信。

### 主要内容
倡导妇女解放和婚姻自由，抨击封建伦理和夫权思想，针对“恋爱”和“婚姻”问题展开热烈讨论。1922年4月1日，《妇女杂志》“离婚问题号”出版。

### 特点
1. 结合世界妇女运动实践，《妇女杂志》更专注于理论，注重理论讨论。
2. 议题的设置得到更大的重视。
3. 注重与读者的互动。

### 问题
1. 亲和力不足。
2. 脱离女性生活实际。
3. 原创作品减少，中国女性作者作品减少。

## 第三阶段（1925-1931）

### 三位主编对风格的影响
杜田就担任主编时期，他期望《妇女杂志》不再世属于少数人的精英读物，而是变为大多数女性的挚友。
叶圣陶担任主编时期，吸引了丰子恺、夏丏尊、赵景深、李建武和巴金等等诸多著名作家在《妇女杂志》上发表文章，以至其文学性提高，更为适合女学生阅读。
杨润馀担任主编时期，大量看在女性作者的文章，突破了原先《妇女杂志》的文风。同时，她关注女性问题，选题贴近实际，引导女性融入讨论。